# Meningspotential
Meningspotential är en term inom socialsemiotiken för den mening ett tecken (ord, gest, kläder, etc) kan ha i olika sociala sammanhang, vilket huvudsakligen bestäms lexikalt, grammatiskt eller kulturellt. Meningspotential och affordance är två samhöriga begrepp inom multimodal teori. Begreppet innebär att användandet eller ändamålet av en resurs eller föremål ska uppnå ett förutbestämt syfte. 
Begreppet grundar sig på sociala och kulturella erfarenheter vilka påverkar användandet med föremål eller resurs (som exempelvis val av ord eller gest), vilkas betydelse bestäms kulturellt. Resurserna (betydelsen av orden, gesterna, etc) används även för att tolka världen och för att skapa en mening för användaren. Användandet och ändamålet av resurs eller föremål bygger även på institutionella föreskrifter såsom normer, regler och regleringar. Ett föremåls användande har i detta begrepp designats i förhand eller har ett predestinerat användande. Begreppet kan användas tillsammans med affordance, vilket är motsattbegrepp till meningspotential som istället beskriver möjligheter som framträder i samband med användandet av resurs eller föremål .
Exempel 1: Barnen sitter och gungar på en gunga. En gungas meningspotential är att sitta och pendla fram och tillbaka på. Alltså används resursen/föremålet till det predestinerade användandet.
Exempel 2: En förälder har köpt in ett nytt spel för ett särskilt ändamål till sitt barn. När barnet spelar spelet blir det inte vad föräldern hade tänkt sig, utan barnen har hittat ett annat sätt att använda spelet på. Spelet uppfyller alltså inte det som var tänkt från början utan används istället utifrån begreppet affordance.
Föremål och resurs kan ha samma meningspotential men har olika lämplighetsområden. Exempelvis kan en spade vara mer lämplig än en sked när man gräver. Eller en fotboll vara lämpligare att spela fotboll med än en ballong. De båda uppfyller sin meningspotential vilket är att gräva eller sparka på, men det ena föremålet är lämpligare än det andra .
En uppfattning är att barnens lek skapar föremålets eller resursens mening genom leken och inte tvärt om. Ett exempel är då att älgtornet blir en restaurang för att barnet behöver en restaurang, men det skulle även kunna vara så att älgtornet blir en restaurang för att dess design inbjuder till det . Även om resursens mening skapas genom lek eller att föremålet inbjuder till en viss användning, så finns det normer och regler som styr med förväntningar kring resursen. Dessa kallas meningspotential i vilket föremål eller resurs får sin mening som förändras med tiden med nya normer, regler och regleringar  .
Exempel: år 2000 hade cykelförrådet meningpotentialen att förvara cyklarna i. År 2016 har förrådet meningpotentialen att fungera som en replokal. Alltså har regler här ändras över tid och vad som är använd som ett föremåls ändamål förändras med dess samtid, miljö, normer, värden och regler.
Människor förhåller sig ständigt till egna, andras och gemensamma meningspotentialer i vilket det får betydelse. Genom detta skapar sig individen en uppfattning och förståelse till sammanhanget utifrån värderingar, normer och regler ect. som dominerar till situationen . Alltså påverkas individens identitet av det som dominerar i stunden och förändras med dessa . Det kan vara föremål, mimik eller gester ect som ingår i begreppet meningspotential . Meningspotential kan även ses i text, bild, film, ljud, det vill säga vad som kan uttryckas eller göras med olika teckensystem. Alla dessa resurser bär olika möjligheter eller meningspotential. Det som avgör vilket teckensystem som används är vilket budskap som ska förmedlas. Det har även att göra med vilka möjligheter och begränsningar det tilltänkta teckensystemet har och vilken tänkt publik som är vald .